# Kiersnowo (województwo podlaskie)
Kiersnowo – wieś w Polsce położona w województwie podlaskim, w powiecie bielskim, w gminie Brańsk.
W latach 1954–1959 wieś należała i była siedzibą władz gromady Kiersnowo, po jej zniesieniu w gromadzie Kalnica. 
W latach 1975–1998 miejscowość administracyjnie należała do województwa białostockiego.
Wierni kościoła rzymskokatolickiego należą do parafii Najświętszego Serca Pana Jezusa w Chojewie.